# William Bayliss
Sir Wiliam Maddock Bayliss (n. 2 mai 1860, Wolverhampton, Anglia, Regatul Unit al Marii Britanii și Irlandei – d. 27 august 1924, Londra, Anglia, Regatul Unit) a fost fiziolog englez, cunoscut mai ales pentru cercetările sale în domeniul fiziologiei cardiace, circulației și digestiei. Împreună cu E.H. Starling a descoperit, în 1902, secretina, un hormon produs în intestinul subțire și a dezvoltat teoria acțiunii hormonilor.

## Contribuții

### Scrieri
- 1914: Principles of General Physiology
- 1923: The Vaso-Motor System